# Гросштюбинг
Гросштюбинг (нем. Großstübing) — коммуна в Австрии, в федеральной земле Штирия.
Входит в состав округа Грац.  Население составляет 362 человека (на 31 декабря 2005 года). Занимает площадь 17,77 км².

## Политическая ситуация
Бургомистр коммуны — Дир. Франц Штамплер по результатам выборов 2005 года.
Совет представителей коммуны (нем. Gemeinderat) состоит из 9 мест.
- АНП занимает 7 мест.
- СДПА занимает 2 места.